# Radio Leverkusen
Radio Leverkusen ist das Lokalradio für die Stadt Leverkusen. Es ging am 8. Mai 1991 auf Sendung. Chefredakteur ist Michael Thuge. Die Morningshow moderieren Isabel Leifeld und Sebastian Poullie gemeinsam, im Wechsel mit dem Duo Thomas Wagner und Diana Dahlmann.

## Programm
Radio Leverkusen sendet sein Programm aus einem Lokalstudio im Leverkusener Stadtteil Wiesdorf. Das Programm beinhaltet vier Stunden Lokalprogramm in der Woche und drei am Samstag. Von Montag bis Freitag läuft die lokale Morningshow von 6:00 bis 10:00 Uhr, am Samstag gibt es eine Vormittagssendung von 9:00 bis 12:00 Uhr. Darüber hinaus überträgt Radio Leverkusen die Bundesligaspiele von Bayer 04 Leverkusen. Lokalnachrichten laufen von Montag bis Freitag von 6:30 bis 18:30 Uhr.
Im Rahmen der gesetzlichen Bestimmungen sendet Radio Leverkusen täglich eine Stunde Bürgerfunk. Dieser wird von Montag bis Samstag von 21:00 bis 22:00 Uhr und sonntags von 20:00 bis 21:00 Uhr ausgestrahlt.
In der restlichen Zeit wird das Programm von Radio NRW aus Oberhausen sowie deren Weltnachrichten zur vollen Stunde übernommen. Radio NRW ist der Rahmenprogrammanbieter für alle Lokalsender in Nordrhein-Westfalen. Bei aktuellen Ereignissen hat Radio Leverkusen die Möglichkeit, sofort aus dem Studio auf Sendung zu gehen und über das Ereignis aktuell und schnell zu berichten. Das passierte bisher bei größeren Unfällen oder Bränden.
Radio Leverkusen ist seit Jahren Reichweiten-Spitzenreiter in der Stadt.

## Moderatoren
Zwischen 06:00 und 10:00 moderieren im Wochenwechsel Isabel Leifeld und Sebastian Poullie und Thomas Wagner mit Diana Dahlmann.

## Trivia
2015 war Radio Leverkusen Teil der RTL-II-Reality-Soap Köln 50667. Grund hierfür war, dass die Figur „Anna Kowalski“, gespielt von Yvonne Pferrer, ein Praktikum im Sender absolviert. Dabei treten auch die Morgenmoderatoren Schmalfeldt und Wagner in einigen Folgen auf, in denen sie sich selbst spielen.

## Auszeichnungen
Für ihre Arbeit bekam die Redaktion Hörfunkpreise von der LfM:
- 2004 Vollpreis für „Wir für unsere Stadt - Frühjahrsputzen in Leverkusen“
- 2005 Vollpreis für den „Radio Leverkusen Lügendetektor“
- 2006 Anerkennungspreis für „Die Postparkplatzschranke“
- 2017 Preis Beste Morningshow für „Radio Leverkusen am Morgen mit Carmen Schmalfeldt“
- 2018 Nominierung „Beste Moderatorin - Carmen Schmalfeldt“ Deutscher Radiopreis (Grimme-Institut)
- 2019 Preis „Beste Moderatorin“ an Carmen Schmalfeldt (Deutscher Radiopreis (Grimme-Institut))
- 2019 Preis „Moderation“ für Carmen Schmalfeldt und Sebastian Poullie (NRW-Hörfunkpreis 2019)

## Unternehmen
Betreiber des Lokalsenders ist die Radio Leverkusen GmbH und Co. KG, mit einer Beteiligung (75 %) der DuMont Mediengruppe und einer Beteiligung (25 %) der Stadt Leverkusen. Vermarktungsaufgaben, Marketing, Technik und Verwaltungsaufgaben übernimmt die HSG Hörfunk Service GmbH aus Köln, die auch weitere Lokalradios im Rheinland betreut. Zu diesen zählen Radio Köln, Radio Bonn/Rhein-Sieg, Radio Erft, Radio Euskirchen, Radio Berg und Radio Rur.

## Empfang
Radio Leverkusen deckt auf der Frequenz 107,6 MHz das Stadtgebiet Leverkusens mit den Vororten ab. Lediglich nach Osten ist die Reichweite größer und reicht bis zu einer Linie Wuppertal–Wipperfürth–Kürten. Im Stadtgebiet ist der Sender über Kabel auf 101,05 MHz zu empfangen. Außerdem gibt es weltweit die Möglichkeit, ihn via Livestream im Internet abzuspielen.
Seit Mai 2016 wird der Betrieb der UKW-Frequenzen durch den Anbieter Uplink Network aus Düsseldorf verantwortet, der im Rahmen einer Marktliberalisierung den Bundespost-Nachfolger Media Broadcast ersetzt.